# Dubreuil·losaure
El dubreuil·losaure (Dubreuillosaurus) és un gènere representat per una única espècie de dinosaure teròpode megalosàurid, que va viure a mitjan període Juràssic, fa aproximadament 160 milions d'anys, en el Batonià, en el que avui és Europa. Originalment va ser assignada a genus Poekilopleuron com a P. valesdunensi. Allain en 2005 va crear el nou gènere Dubreuillosaurus per a aquesta espècie. S'ha estimat una llargada d'uns 9 metres, i tenia un crani inusualment llarg i baix, amb una longitud de tres vegades l'ample d'aquest. Les seves restes es van trobar en la Calcària de Cauen, Conteville, França.